# NGC 6782
NGC 6782 (również PGC 63168) – galaktyka spiralna z poprzeczką (SBa), znajdująca się w gwiazdozbiorze Pawia. Odkrył ją John Herschel 12 lipca 1834 roku.